# Exmouth
Exmouth je město ležící na cípu Severovýchodního mysu v Západní Austrálii. Město leží 1270 km severně od hlavního města Západní Austrálie Perthu a 3366 km jihozápadně od Darwinu.

## Turistika
Hlavní turistickou atrakcí v okolí města je 100 km dlouhý korálový útes známý jako Ningaloo Reef.

## Město
Zajímavostí je, že na silnicích ve městě chodí pštrosi emu.
Nedá se o tomto městě říct, že je město, je to spíše velká vesnice s 2500 obyvateli. Vše je děláno nově (jako v celé Austrálii).
Podél hlavní silnice po pravé straně směrem na sever je turistické centrum. U něho je možné doplnit zásoby vody, která je ale mírně slaná.
Benzínová pumpa je zde jedna.

## Historie
Město bylo založeno roku 1967 jako zázemí pro Námořní komunikační základnu Harolda E. Holta. V současnosti je pro město významný hlavně turistický ruch než existence základny.
V minulosti bylo město zničeno velkou bouří.